# ミドリ (ポルノ女優)
ミドリ（英語: Midori、出生名ミシェル・エヴェット・ワトリー (Michele Evette Watley)、ノースカロライナ州ダーラム出身、1968年7月19日 - ）は、アメリカ合衆国のポルノ女優。歌手ジョディ・ワトリーの妹である。

## 初期の芸歴
ミドリは最も著名なアフリカ系アメリカ人ポルノ女優の1人。女優であると同時に歌手でもある。彼女の芸歴は1988年のエディ・マーフィのコメディ映画『星の王子 ニューヨークへ行く』における端役出演に始まる（ミシェル・ワトリー名義）。
彼女は伝説的バーレスクダンサー、ディクシー・エヴァンス (Dixie Evans) が主演したロドニー・エヴァンス (Rodney Evans) 監督の1996年のドキュメンタリー映画『The Unveiling』にもミシェル・ワトリー自身として出演した。ドキュメンタリーはミシェルが最善を尽くし、その他大勢に埋もれないために、いかに懸命にダンサーとして働かなければならなかったかを描写している。

## ポルノ女優
ミシェルは1995年にデヴィッド・クリストファー監督の『Pussyman Auditions 3』でハードコアポルノビデオに初出演したが、本当にポルノ女優になるかどうかを決意するまでに、ほぼ1年を要した。1996年に一旦決意すると、彼女は直ちにエスニック系・異人種間アダルトビデオ専門の製作会社「Video Team」と契約を結んだ。契約は3年以上続き、ミドリは極めて希少なジャンルの垣根を越えたアフリカ系アメリカ人女優の1人となり、国際的なスターダムにのし上がった。Video Teamのもとでミドリは自身の映画の脚本も書き、監督も務めた。ミドリは多くの他のスタジオとも仕事をし、Playboy TV、Hard Copy、Extra、VH1の『Porn to Rock』などのテレビ番組にも何度も出演した。
彼女はレキシントン・スティール、イナリ・ヴァックスと共演した2000年のポルノドラマ『Westside』の演技により、AVNアワードを獲得した初のアフリカ系アメリカ人女優となった。また2009年1月現在、ミドリはワルシャワ（ポーランド）のエロティカ・アワードにおいて2年連続で最優秀アメリカ人女優賞、主演した『Midori - Big Sister』が最優秀作品賞（監督のジム・マリブは最優秀アメリカ人監督賞受賞）を受賞するなど、世界中で10以上の成人映画賞を受賞またはノミネートされた唯一のアフリカ系アメリカ人女優でもある。
ミドリはアナルセックスを主題とする映画で、レキシントン・スティールやミスター・マーカスなどのアフリカ系アメリカ人ポルノ男優としばしば共演した。それにもかかわらず、彼女は異人種間のアナルセックス・シーンによって人気となり、確固たるファン層を獲得している。ミドリは両性愛者ではなく、ポルノ女優歴の初期にあたる1996年に『Sista 5』という作品で数少ないレズビアン・シーンをフェリシアと撮っている。

## ミュージシャン
ポルノ映画界における人気と成功はミドリに富をもたらしたが、彼女は歌手を目指して努力し続けた。1997年、ミドリはトミー・ボーイ・レコードでオラン・ジュース・ジョーンズとのデュエット曲をレコーディングした。1999年にはロックのコンピレーション・アルバム『Porn To Rock』で1曲を受け持ち、キッド・ロックのバックダンサーとシンガーを務めた。キッド・ロックは彼女のボーイフレンドになっただけではなく、2000年のコンピレーション・アルバム『Deep Porn』で彼女と共演した1曲「F.M.A.」をプロデュースした。このアルバムでミドリは更にワイド（リキッド・トッドとドクター・ルークのコラボレーション）による1曲にも参加している。キッド・ロックは1999年のインタビューで2人の男女の関係は終わっていると語った。
2000年と2001年にミドリはそれぞれ1枚ずつCDをリリースした。1枚はダンス・ミュージック、もう1枚はヒップホップとラップを特色としている。これらの曲を1枚のCDにまとめて再リリースする計画がある。2003年にはウォリアーと共演したシングルCD「Who's Hustlin' Who」を発売した。

## 受賞
- 1998年：AVN 最優秀エスニックビデオ - 『Midori's Flava』[2]
- 2001年：AVN 最優秀助演女優（ビデオ） - 『Westside』[2]
- 2008年：Legends of Erotica殿堂入り[3]
- 2009年：AVN殿堂入り[4]

## ディスコグラフィ

### アルバム
- Midori (AKA) Michele Watley (2000年)
- Miss Judged (2001年)

### シングル
- "Who's Hustlin' Who" (2003年) ※Warrior featuring Midori名義

### 参加アルバム
- オラン・ジュース・ジョーンズ : Player's Call (1997年) ※「Let's Stay Together」に参加
- Various Artists : Porn to Rock (1999年) ※「5,10,15,20」で参加。オラン・ジュース・ジョーンズと共演
- Various Artists : Deep Porn (2000年) ※「F.M.A.」（キッド・ロックと共演）、「Zap」（Wideと共演）に参加
- ウォリアー : Perfect Weapon (2002年) ※「Who's Hustlin' Who」に参加

### ジャケット・カバーガール
- バッド・ミーツ・イーヴィル (ロイス・ダ・ファイブ・ナイン/エミネム) : "Nuttin' To Do" (1999年)
- アンドリュー・ダイス・クレイ : Face Down, Ass Up (2000年)

### 参加ミュージック・ビデオ
- クー・クー・カル : "My Projects" (2001年) ※ゲスト出演